# Еоломея
«Еоломея» (нім. «Eolomea») — радянсько-німецький художній фільм 1972 року, режисера Германа Чохе за мотивами книги Анжела Вагенштайна. Виробництво студії «ДЕФА» (НДР) за участю радянських і болгарських кінематографістів.

## Сюжет
Компетентні організації, що відповідають за безпеку польотів, які здійснюються з планети Земля, стурбовані незрозумілими подіями на космічній базі «Марго». Протягом трьох днів безслідно зникли відразу кілька кораблів з екіпажами. Рада інституту космічних досліджень заслухала доповіді фахівців та ухвалила рішення заборонити вильоти до прояснення ситуації.
У професора Марії Шолл виникла підозра, що один з доповідачів на вчорашньому засіданні Ради, професор Олі Тал, явно не договорює і намагається приховати важливу інформацію. Вона домагається з ним зустрічі і з'ясовує деякі подробиці, пов'язані зі зникненням кораблів.
Олі Тал розповів своїй співрозмовниці, що в кінці XIX століття англійські астрономи виявили дивне світіння в сузір'ї Лебідь. Явище повторювалося c дивовижною періодичністю кожні 24 роки. Незабаром після першого космічного польоту радянські астрономи висунули гіпотезу про те, що це світіння не може бути природного походження. Були припущення, що це лазерний промінь максимальної потужності, якій зондує нашу сонячну систему в пошуках контакту.
П'єр Бродський, провідний співробітник обсерваторії на горі Арарат, обчислив дані гіпотетичної планети і прийшов до висновку, що має справу з симетричним еквівалентом Землі, тільки без полюсів і тропіків. Він назвав цю планету Вічна весна або Еоломея, використовуючи орфографію світлового сигналу в застосуванні до азбуки Морзе: Е-О-Ло-Ме-Я.
Професор Тал наполегливо пропонував організувати політ до Еоломеї, але наукова рада визнала такий політ нереальним, враховуючи невеликі швидкості сучасних ракет. 146 молодих вчених, які не бажають і далі залишатися пасивними спостерігачами, добровільно зголосилися на ризикований крок для вступу в контакт з цивілізаціями з глибокого космосу: вони вирішили викрасти необхідні для експедиції ракети і стартувати на них, не маючи формальної згоди Ради, щоб наблизити мрію про зустріч з позаземним розумом.

## У ролях
- Кокс Хаббема — професор Марія Шолл
- Іван Андонов — капітан Деніел Ланьї (озвучив Манфред Куг)
- Рольф Хоппе — професор Олі Зігмундович Тал
- Всеволод Санаєв — пілот Кун (озвучив Фред Дельмаре)
- Петро Слабаков — П'єр Бродський
- Вольфганг Греєзе — голова Ради інституту космічних дослідів
- Хольгер Малих — навігатор
- Беньямін Бессон — Зіма Кун, син пілота
- Арндт-Михаель Шаде — перший рятувальник
- Гаральд Вандель — другий рятувальник
- Юрген Шарфенберг — третій рятувальник
- Евелін Опочинськи — епізод
- Юстус Фріцше — епізод
- Хайдемарія Шнайдер — епізод

## Знімальна група
- Книга: Анжел Вагенштайн
- Сценарій: Віллі Брюкнер
- Режисер-постановник: Герман Чохе
- Оператор-постановник: Гюнтер Яойте
- Композитор: Гюнтер Фішер
- Художник по костюмам: Барбара Мюллер
- Монтажер: Хельга Генц
- Комбіновані зйомки:
  - Оператор: Борис Травкін
  - Художник: Курт Маркс
- Асистент режисера: Елеонора Дрессель
- Продюсер: Доротея Хільдебрандт